# Dr. Kotō Shinryōjo (Fernsehserie)
Dr. Kotō Shinryōjo (japanisch Dr.コトー診療所 Dokutā Kotō shinryōjo) ist eine japanische Fernsehserie (Dorama) von und auf Fuji TV, die 22 Folgen und zwei Sonderfolgen in zwei Staffeln umfasst. Sie adaptiert den gleichnamigen Manga über den talentierten Chirurgen Dr. Kensuke Gotō, der nach einem Skandal auf die fiktive Insel Kōjikishima (古志木島) in der Nähe von Okinawa zieht.

## Entstehung
Durch den Erfolg, den das Manga hatte, entschloss man sich bei Fuji TV, ein Dorama herauszubringen. Als Drehort diente die Insel Yonaguni, die rund 110 km vor Taiwan liegt. Die Dreharbeiten für die erste Staffel begannen im Sommer 2002 und dauerten einen Monat. Der Serienstart war am 3. Juli 2003 um 22 Uhr abends auf Fuji TV und man erzielte mit der ersten Staffel 19 % und mit der zweiten Staffel 22 % Marktanteil. Das Dorama hält sich aber nur lose an das Original; es kommen zwar fast alle Charaktere von dort vor, aber die Charaktere der Personen sind teilweise anders, oder es tauchen neue Charaktere auf.

## Handlung

### Erste Staffel
Das Dorama startet damit, dass man Dr. Gotō, einen Arzt aus Tokio, bei der Schifffahrt nach Kōjikishima sieht. Er leidet unter der Reisekrankheit und muss sich fortgehend übergeben. Begleitet wird er von Shōichi Hoshino, der in der Dorfverwaltung von Kōjikishima ist und von dem Skandal weiß. Dr. Gotō wird auf der Insel nicht sehr herzlich empfangen; man sieht in ihm nur einen von den vielen Ärzten, die nur für paar Monate bleiben und wieder gehen und so muss er sich am Anfang mit sehr vielen Anfeindungen von Seiten der Inselbewohner auseinandersetzen. Vor allem die Klinikschwester Ayaka Hoshino, die Tochter von Shōichi Hoshino, sieht in ihm einen Versager, und niemand will sich in seine medizinische Obhut begeben. Dies wird teilweise davon ausgelöst, dass er von Anfang an keinen vorbildlichen Eindruck macht (er wird seekrank, er hat keinen Führerschein und fährt mit dem Fahrrad, er ist ein typischer Antiheld) und der Tatsache, dass er neu ist. Die Bevölkerung vertraut mehr auf die Naturheilkunde der Dorfbewohnerin Tsuruko Uchi, die seit mehr als 50 Jahren als Hebamme arbeitet. Nur eine Handvoll Personen empfangen ihn sehr herzlich auf der Insel: Shōichi Hoshino, der ihn auf die Insel geholt hatte, Kasunori Wada, ein Dorflehrer der Grundschule, Takehiro Hara, ein Grundschüler, die anderen Kinder des Dorfes und Mariko Nishiyama, die auf der Insel ein kleines Restaurant führt, wo viele Szenen des Doramas sich abspielen. Die öffentliche Ablehnung gegen seine Person belastet zwar Gotō, dennoch bleibt er auf der Insel und reist nicht wieder ab.
Den Wendepunkt im Verhalten der Bewohner ihm gegenüber stellt eine Notoperation des Jungen Takehiro Hara dar, der an einer akuten Blinddarmentzündung leidet. Die Operation findet auf dem Fischerboot des Vaters von Taketoshi Hara statt, da dieser sich strikt gegen eine Operation durch Gotō sträubt, weil seine Frau durch einen Fehler des damaligen Inselarztes bei einer Routineoperation verstarb. Deshalb will er mit seinem Fischerboot an das drei Stunden weit entfernte Festland fahren, um dort Takehiro operieren zu lassen. Erst durch eine List schafft es Gotō mit Hilfe von Ayaka und Wada, der sich zum Ziel gemacht hat bei allen Operationen dabei zu sein und oft für die Narkose zuständig ist, den Vater zu überzeugen, Takehiro auf dem Boot operieren zu dürfen. Gotō, der eigentlich an der Reisekrankheit leidet, muss sich während der ganzen Zeit übergeben. Erst als man am Festland ist und Takehiro in einem Krankenwagen liegt, brechen die typischen Merkmale, die Gotō auszeichnen, wieder aus. Dieses Ereignis lassen die Bevölkerung der Insel erkennen, dass er ein Arzt ist, der nicht auf Ruhm und Ehre aus ist, sondern den Menschen helfen will.
Takehiro und seine Schulfreunde, die ihm als Dank für die Rettung Takehiros Gotō eine Freude bereiten wollen, basteln ihm eine Fahne und hängen sie ihm an den Mast seiner Klinik, nur unterläuft ihnen ein Fehler beim Namen, und so steht anstatt Dr. Gotō, Dr. Kotō (Dr. コトー). Mit diesem Namen wird er von da an von der ganzen Insel genannt. Die weiteren Folgen bis Folge acht befassen sich mit weiteren Operationen der Inselbewohnern und dem Alltag von Dr. Gotō.
In der 9. und 10. Folge der 1. Staffel nimmt die Serie ihren dramatischen Höhepunkt darin ein, dass Gotō und der Rest der Insel mit einem Journalisten konfrontiert werden, der das Geheimnis von Gotō lüftet und den Grund aufzeigt, warum er von Tokio nach Kōjikishima kam. Ein Patientin, die Schwester des Journalisten, ist in dem Krankenhaus, wo Gotō arbeitete, dem Universitätsklinikum der Tenshindō-Universität in Tokio (天津堂大学), verstorben. Man gab ihm die Schuld am Tod der Frau, obwohl der Tod nicht direkt durch ihn verschuldet wurde, sondern von dem ihm angewiesenen Assistenzarzt, der vor Stress und Angst zu versagen vor der Verantwortung flüchtete und die Patientin dem Tod überließ. Die Tatsache, dass die Patientin unter Umständen noch leben könnte, wenn sie sofort ärztliche Hilfe bekommen hätte, macht Gotō sehr zu schaffen, daher entschloss er sich, das Angebot des weit entfernten Okinawas anzunehmen, um sich von Tokio, wo sein Ruf zerstört ist, weit zu entfernen. Der Bruder, der Gotō auf der Insel aufgespürt hat, ist auf Rache aus. Aber nach einer erfolgreichen Neurochirurgie am Gehirn, die nötig war, da er einen Unfall hatte auf der Insel, und einer Aussprache mit Gotō verzeiht er ihm und sieht ein, dass es nicht Gotōs Fehler war, dass seine Schwester verstorben ist.
Aufgrund des Aufruhrs, den der Journalist entfacht hat mit der Offenlegung des Skandals, verliert auf der Insel fast jeder das Vertrauen in Gotō und er bekommt wieder eine öffentliche Ablehnung zu spüren. Daher entschließt er sich, wieder nach Tokio zurückzukehren, da von dort ein Anruf von der Universitätsklinik kam, die ihn wieder einstellen will. Dort trifft er auf den Assistenzarzt Dr. Shin’ichi Mikami, der für den Skandal damals verantwortlich war, dennoch hegt Gotō keinen Groll gegen ihn. Dr. Mikami, der ihn bei einer Operation an einem wichtigen Politiker unterstützen soll, ist von der Tatsache, dass Gotō wieder in Tokio ist, nicht sehr begeistert und versucht, ihm bei der Operation Fehler zuzuhängen. Die Operation findet zwar ohne Komplikationen statt und Dr. Mikami sieht sein Missverhalten ein, trotzdem kehrt Gotō danach wieder nach Kōjikishima zurück, da die Menschen dort Gotō dringend brauchen und ihn wieder zurückhaben wollen.

### Sonderfolgen 2004
Ein neuer Grundschullehrer namens Shinji Ozawa kommt mit seiner Frau und deren Tochter auf der Insel an und werden dort sehr herzlich von der Gemeinde empfangen. Die Tochter leidet an einer Form von Asthma und der Aufenthalt auf der Insel soll eine Art Kur für sie werden. Sie freundet sich schnell mit Takehiro an, der sich in sie verliebt.
Zwei Monate später, es ist August, findet das alljährliche Fischerfest statt und das Dorf befindet sich in einer ausgelassenen Stimmung. Das Fest behält aber für die Familie Hoshino eine schlimme Überraschung bereit, da die Mutter Masayo Hoshino einen Schlaganfall erleidet, was für mindestens zwei Stunden unentdeckt bleibt und sie so lange auch ohne ärztliche Hilfe bleibt. Sie wird zwar sofort durch Gotō operiert, dennoch erleidet sie eine rechtsseitige Ganzkörperlähmung und verlernt das Sprechen, Schreiben und Laufen. Ayaka, die sich Vorwürfe macht, da sie Warnsignale die ihre Mutter äußerte (Kopfschmerzen, kurzzeitige Lähmung der Muskulatur) übersah, macht sich auf die Suche nach einer Rehaklinik auf dem Festland.
Ihr Vater kümmert sich derweil um seine Frau und muss sich unter anderem ihrem Todeswunsch auseinandersetzen. Gotō kann aus medizinischer Sicht nichts zu ihrer Genesung beitragen, aber durch die Liebe ihres Mannes wendet sie sich von dem Wunsch zu sterben ab und erlangt wieder Freude am Leben.
Zeitgleich reift in Takehiro die endgültige Entscheidung, auf das Festland nach Tokio zu ziehen, um dort eine private Schule zu besuchen mit dem späteren Ziel Medizin zu studieren und der Nachfolger von Gotō zu werden. Sein Vater verlässt mit ihm die Insel und verkauft sein Boot.

### Zweite Staffel
Die Handlung der 2. Staffel setzt drei Jahre nach dem Ende der 1. Staffel an. Gotō genießt wieder das volle Vertrauen der Bewohner von Kōjikishima und befindet sich gerade auf Hausbesuchen seiner älteren Patienten, als er die Neuigkeit bekommt, dass Takehiro Hara es in eine private Mittelschule in Tokio schaffte. Diese Neuigkeit erfreut Gotō, da er Takehiro immer Mut machte, dass er es schaffen würde.
Zur gleichen Zeit befindet sich Ayaka Hoshino gerade in Tokio in einem Krankenhaus. Bei ihr wird Brustkrebs festgestellt, und sie begibt sich in die Obhut von Dr. Satoru Nariumi. Zeitgleich besucht sie ein Reha Seminar mit der Absicht ihre Mutter und weitere Patienten die auf der Insel Reha Hilfe benötigen zu helfen. Dass sie Krebs hat, verschweigt sie allen auf der Insel, damit sich niemand Sorgen um sie macht. Gotō findet es nur durch Zufall heraus, da Dr. Nariumi ein damaliger Kommilitone von ihm ist und ihn anruft. Ayaka, die von Gotō zu Rede gestellt wird, bittet ihn darüber niemandem auf der Insel etwas zu sagen und um Verständnis, dass sie sich in die Obhut von Dr. Nariumi begibt und nicht in die von Gotō. Diese Bitte und Entscheidung belastet ihn zwar sehr, aber er hält sein Versprechen. Vertreten wird Ayaka in ihrer Abwesenheit – sie erstreckt sich über fast die gesamte zweite Staffel – durch Mina Nakai, einer Krankenschwester aus Tokio.
Taketoshi Hara, der Vater von Takehiro, arbeitet nun auf Okinawa bei einer Baufirma, um die hohen Schulgebühren für seinen Sohn zu bezahlen. Dies erweist sich aber als ein Akt der Unmöglichkeit und er kehrt auf die Insel zurück, nachdem er, übermüdet von freiwilligen Überstunden, einen Arbeitskollegen verletzt hat, der ihn zu einer Schadenersatzforderung verklagt. Auf der Insel geht er seiner alten Tätigkeit als Fischers wieder nach und bezahlt nach und nach die Forderung seines ehemaligen Arbeitskollegens ab. Für die Kosten der schulischen Ausbildung kommt die Inselverwaltung auf, die kurz vorher für Jugendliche wie Takehiro, die sich auf dem Festland weiterbilden wollen, einen Hilfsfonds gegründet hatte.
Am Ende kann sich Ayaka dazu durchringen ihre Eltern von ihrer Krankheit und der bevorstehenden Operation in Kenntnis zu setzen und wird von Gotō in dem Krankenhaus in Tokio auf Bitten ihrer Eltern und der Einverständnis ihrerseits erfolgreich operiert.

## Figuren
Dr. Kensuke Gotō (五島 健助)Die Hauptperson des Doramas. Er wird sofort seekrank, wenn er ein Boot betritt und er wirkt sehr unsicher, da er oft aus dem Schema fällt und er, obwohl er Arzt ist, Junkfood liebt. Er wirkt auf den ersten Blick sehr stark wie ein typischer Antiheld. Dieses Bild zerstört er aber sehr schnell, wenn ein medizinischer Notfall eintritt oder es allgemein um Medizin geht. Dort brilliert er mit exzellenter Fachkenntnis in der Theorie wie auch in der Praxis. Er wurde Arzt, da er als Kind Bücher über Medizin sehr gerne las und er in dem Arzt der im als Jugendlicher durch eine Not Operation das Leben rettete ein Vorbild sah.
Ayaka Hoshino (星野　彩佳)Die Krankenschwester auf Kōjikishima. Sie findet Gotō am Anfang sehr unsympathisch und ist der Meinung, er sei ein Taugenichts. Sie ist auf der Insel geboren und die Tochter von Shoichi Hoshino, der Gotō auf die Insel holte und in der Dorfverwaltung vertreten ist. Sie hat in der zweiten Staffel sehr wenige Auftritte, da sie sich in Tokyo zur Behandlung ihres Brustkrebses befindet.
Mina Nakai (仲依 ミナ)Die zweite Krankenschwester auf Kōjikishima und im größten Verlauf der zweiten Staffel auch Einzige. Sie ist verheiratet und floh vor ihren gewalttätigen Ehemann auf die Insel. Diese Tatsache verschweigt sie, bis ihr Ehemann sie auf der Insel besucht mit der Absicht sie wieder nach Tokyo mitzunehmen. Sie muss, sich ähnlich wie Gotō, zu Anfang mit der Ablehnung Seitens der Inselbewohner auseinandersetzen. Auch besitzt sie zu Beginn keinerlei Erfahrungen im Bereich der Tätigkeit als Operationsschwester.
Tsuruko Uchi (内つる子)Eine alte Hebamme des Dorfes, die wie fast jeder anderer auf der Insel Gotō gegenüber zuerst sehr negativ eingestellt ist. Aber mit der Zeit freundet sie sich mit ihm an und unterstützt ihn so tatkräftig, wie es nur geht. Sie ist für ihr Alter – sie ist 88 Jahre alt – sehr robust und sehr fidel. Ihr Sohn lebt mit seiner Familie auf dem Festland und versucht sie immer wieder zu überzeugen, zu ihm zu ziehen. In der zweiten Staffel hat sie keine Auftritte mehr.
Takehiro Hara (原 健裕)Gotōs erster Patient auf Kōjikishima und einer der Namensgeber von Dr. Koto. Nachdem er sah, mit was für einer Leidenschaft Gotō als Arzt arbeitet, reift in ihm der Entschluss, auch Arzt zu werden, auch wenn das für ihn bedeutet, dass er auf das Festland muss, um dort weiterführende Schulen zu besuchen. Er besucht in der zweiten Staffel eine weiterführende Privatschule in Tokyo und lebt bei seiner Tante mütterlicherseits.
Kasunori Wada (和田 一範)Der Grundschullehrer der Insel und sehr wissbegierig, er ist bei jeder Operation von Dr. Gotō dabei und übernimmt sehr oft die Narkose und macht sich von jedem Arbeitsschritt während der Operationen Notizen. Er fotografiert sehr gerne und findet Dr. Gotō von Anfang an sympathisch.
Shōichi Hoshino (星野 正一)Der Einzige, der von Anfang an von dem Skandal wusste und der an Gotō glaubt, und ihn von Anfang an tatkräftig unterstützt. Er muss sich im Verlauf der Serie mit zwei familiären Schicksalsschlägen auseinandersetzen:
1. Im Spezial erleidet seine Ehefrau einen Schlaganfall mit dem folgenreichen Verlauf, dass ihre gesamte rechte Körperhälfte gelähmt ist und sie das Sprechen und Schreiben neu erlernen muss.
2. In der zweiten Staffel erkrankt seine Tochter Ayaka an Brustkrebs.

Taketoshi Hara (原 剛裕)Ein einfacher Fischer der Insel dessen ganzer Stolz sein Fischerboot ist. Er kann Gotō sehr lange nicht vertrauen, da der damalige Inselarzt seine Frau bei einer Routineoperation sterben ließ. Er freundet sich aber mit ihm an und verteidigt ihn des Öfteren vor den Anfeindungen seitens Shigeo.
In der zweiten Staffel verkauft er sein Boot und verlässt die Insel um auf Okinawa Arbeit zu finden, um die Schulkosten seines Sohnes zu decken. Er kehrt, aber im weiteren Verlauf der Staffel wieder auf die Insel zurück, nachdem er vor einem finanziellen wie auch gesellschaftlichen Absturz steht.
Shigeo Andō (安藤 重男)Der Fischer wird meistens nur Shige-san genannt. Er hat Gotō nie ganz akzeptiert und zweifelt bei jeder heiklen Situation, in die Gotō kommt, an dessen Fähigkeiten. Er ist es auch, der für die Verbannung von der Insel von Gotō nach der Enthüllung des Skandals verantwortlich ist. Seine Abneigung kommt daher, dass er Angst vor Spritzen hat und als Kind sehr schlechte Erfahrungen mit Ärzten gemacht hat. Ab der zweiten Staffel ist sein Verhalten Gotō gegenüber freundlicher und zuvorkommender.
Mariko Nishiyama (西山 茉莉子)Sie betreibt das einzige Restaurant auf der Insel und hat einen Sohn, der bei ihrem geschiedenen Mann lebt. Dieser kommt sie in einer Folge der ersten Staffel besuchen und wird von Dr. Gotō operiert, da er auf der Insel einen Unfall hatte. Sie ist Gotō von Anfang an sehr freundlich und offen gesinnt.
Masaya Hoshino (星野 昌代)Die Mutter von Ayaka Hoshino, sie erleidet in der 2. Sonderfolge einen Schlaganfall und verlernt zu sprechen, laufen und schreiben und ist auf der rechten Körperhälfte gelähmt. Ab der zweiten Staffel kann sie wieder reden und gehen, auch wenn die Lähmung der rechten Körperhälfte nach wie vor besteht.

## Episoden
| #  | Premiere      | Titel | Deutsche Übersetzung                                                       |
| -- | ------------- | --- | -------------------------------------------------------------------------- |
| 1  | 3. Juli 2003  | 美しい南の島から、心温まる感動の物語 (Utsukushii Minami no Shima kara, Kokoro Atatamaru Kandō no Monogatari) | Geschichten von herzerwärmenden Eindrücken von der schönen südlichen Insel |
| 2  | 10. Juli 2003 | 故郷で暮らす母へ (Kokyō de Kurasu Haha e)                                                                    | An meine in der alten Heimat lebende Mutter                                |
| 3  | 17. Juli 2003 | 赤ちゃんを助けて (Akachan o Tasukete)                                                                        | Rette das Baby!                                                            |
| 4  | 24. Juli 2003 | 病気を診るな、人を診ろ (Byōki o Miruna, Hito o Miro)                                                         | Untersuche nicht die Krankheit, untersuche die Menschen                    |
| 5  | 31. Juli 2003 | 手術で治せない病 (Shujutsu de Naosenai Yamai)                                                                | Eine Krankheit die nicht per Operation heilbar ist                         |
| 6  | 7. Aug. 2003  | 愛するわが子へ (Aisuru Waga Ko e)                                                                            | An mein innig geliebtes Kind                                               |
| 7  | 14. Aug. 2003 | 巣立ち (Sudachi)                                                                                             | Selbstständigkeit                                                          |
| 8  | 21. Aug. 2003 | 救えない命 (Sukuenai Inochi)                                                                                 | Das Leben ohne Heilungsmöglichkeit                                         |
| 9  | 28. Aug. 2003 | 暴かれた過去 (Abakareta Kako)                                                                                | Die enthüllte Vergangenheit                                                |
| 10 | 4. Sep. 2003  | この島を出て行け (Kono Shima o Dete Ike)                                                                     | Verschwinde von dieser Insel                                               |
| 11 | 11. Sep. 2003 | 新たな旅立ち (Arata no Tabidachi)                                                                            | Der Neue Aufbruch                                                          |

| # | Premiere      | Titel                                                           | Deutsche Übersetzung              |
| - | ------------- | --------------------------------------------------------------- | --------------------------------- |
| 1 | 9. Jan. 2004  | Dr.コトー診療所 2004 A Side (Dokutā Kotō Shinryōjo 2004 A Side) | Dr. Kotōs Arztpraxis 2004 Seite A |
| 2 | 12. Dez. 2004 | Dr.コトー診療所 2004 B Side (Dokutā Kotō Shinryōjo 2004 B Side) | Dr. Kotōs Arztpraxis 2004 Seite B |

| #  | Premiere      | Titel                                                   | Deutsche Übersetzung                       |
| -- | ------------- | ------------------------------------------------------- | ------------------------------------------ |
| 1  | 12. Okt. 2006 | 二人の約束 (Futari no Yakusoku)                         | Das Versprechen von Zwei                   |
| 2  | 19. Okt. 2006 | 最後の言葉 (Saigo no Kotoba)                            | Die letzten Worte                          |
| 3  | 26. Okt. 2006 | 秘密の贈り物 (Himitsu no Okurimono)                     | Ein geheimes Paket                         |
| 4  | 2. Nov. 2006  | 父のあやまち (Chichi no Ayamachi)                       | Der Fehler eines Vaters                    |
| 5  | 9. Nov. 2006  | 荒海に漂う命 (Araumi ni Tadayou Inochi)                 | Das in der rauen See dahintreibende Leben  |
| 6  | 16. Nov. 2006 | 息子への誓い (Musuko e no Chikai)                       | Der Schwur des Sohnes gegenüber            |
| 7  | 23. Nov. 2006 | 命の期限 (Inochi no Kigen)                              | Lebenstermin                               |
| 8  | 30. Nov. 2006 | 幸福への決断 (Kōfuku e no Ketsudan)                     | Der Entschluss zur Glückseligkeit          |
| 9  | 7. Dez. 2006  | 愛を乞う者 (Ai o Kou Mono)                              | Die nach Liebe flehende Person             |
| 10 | 14. Dez. 2006 | 失われた信頼 (Ushinawareta Shinrai)                     | Die weggenommene Hoffnung                  |
| 11 | 21. Dez. 2006 | 逃れられぬ、医師の宿命 (Nogarerarenu, Ishi no Shukumei) | Das unausweichliche Schicksal eines Arztes |

## Auszeichnungen
38. Television Drama Academy Awards
- „Beste Serie“
- „Bester männlicher Schauspieler“ für Hidetaka Yoshioka
- „Bestes Drehbuch“ für Noriko Yoshida
- „Bester Regisseur“ für Isamu Nakae
- „Titellied“ für Miyuki Nakajima, 銀の龍の背に乗って (Gin no Ryū no se ni Notte)

44. Galaxy Awards„Sonderpreis“ für das Produktionsteam